# Espai Natural del riu Llobregat
L'Espai Natural del Riu Llobregat comprèn el tram fluvial d'aquest riu en el seu decurs pels municipis d'Esparreguera, Olesa de Montserrat i Abrera. Aquestes franges de ribera, algunes concentrades en finques de gran interès com les de Can Morral i Sant Hilari a Abrera, presenten formacions vegetals interessants que alberguen tot un seguit d'espècies faunístiques d'interès, sobretot pel que fa als ocells. Representen, alhora, importants illes naturals en la creixent pressió que suposen les infraestructures d'aquesta àrea. Els principals usos que tenen lloc en aquest Espai són els agrícoles, practicats als camps i als horts d'alguns punts de la ribera. La pesca esportiva també és una activitat important, que ocupa diversos espais a banda i banda del riu, repartits entre les diferents societats de pescadors dels municipis. En alguns punts també s'hi practica la caça.

## Medi físic
El material geològic que forma les lleres i marges del riu està constituït per sediments detrítics no consolidats. Altrament, al seu pas pel nord del municipi d'Esparreguera, el riu s'assenta sobre conglomerats calcaris i pissarres amb intrusions de quars.
- Impactes: aquest Espai rep diversos impactes a conseqüència de l'actual ordenació dels recursos i de l'ús públic de la llera, que provoca impactes com ara la degradació de la vegetació i la compactació del terreny, en part per l'excés de trànsit rodat i la falta de control en les activitats que s'hi desenvolupen (pesca esportiva, horts, etc).[1]

D'altra banda, aquest ENP també pateix fortes pressions per les indústries que l'envolten i també a conseqüència de les actuals obres de construcció del quart Cinturó en el límit dels termes d'Esparreguera i Abrera.
- Vulnerabilitat natural: tant les comunitats vegetals com faunístiques, amb menció especial a algunes espècies d'ocells, es mostren vulnerables a les alteracions de l'hàbitat a causa de la forta pressió[1]

## Biodiversitat
La funció principal dels espais naturals protegits de Catalunya és conservar mostres representatives de la fauna, la flora i els hàbitats propis del territori, de manera que es puguin desenvolupar els processos ecològics que donen lloc a la biodiversitat (l'àmplia varietat d'ecosistemes i éssers vius: animals, plantes, els seus hàbitats i els seus gens). Aquest Espai natural té un paper importantíssim en relació amb la biodiversitat perquè és un connector ecològic. Cal remarcar la presència de franges de ribera amb formacions vegetals interessants, que alberguen tot un seguit d'espècies faunístiques d'interès, sobretot pel que fa als ocells.

### Vegetació i flora
Una de les formacions que domina el paisatge fluvial d'aquest Espai són els boscos de ribera que, situats de forma fragmentada en clapes discontínues, són dominats pel pollancre (Populus nigra) i l'àlber (Populus alba). De manera més escassa, hi són presents altres espècies com el salze blanc (Salix alba), el freixe de fulla petita (Fraxinus angustifolius) o el lledoner (Celtis australis). De caràcter introduït, la robínia (Robinia pseudoacacia) també hi és present, barrejada amb les espècies esmentades anteriorment. A banda dels boscos de ribera, també hi tenen lloc algunes petites franges de canyissar (Prhagmites australis) i de boga (Typha angustifolia). Paral·lelament, els canyars (Arundo donax) són molt abundants i s'estenen al llarg de la llera en formacions àmplies. A més de la vegetació que està estrictament associada a les riberes, hi ha també franges de bosc i matollar mediterrani, així com cultius de fruiterars, horts, olivera i ametller, que complementen el paisatge fluvial.

### Fauna
La fauna vertebrada té una importància rellevant, sobretot pel que fa a les poblacions d'ocells que l'habiten en els diferents moments de l'any. Així doncs, és molt ampli el nombre d'espècies, entre les quals cal remarcar pel seu caràcter més comú l'ànec collverd (Anas platyrhynchos), la polla d'aigua (Gallinula chloropus), el corb marí gros (Phalacrocorax carbo), el martinet blanc (Egretta garzetta), el bernat pescaire (Ardea cinerea), el blauet (Alcedo atthis), el picot verd (Picus viridis) i l'oriol (Oriolus oriolus). Cal subratllar també l'interès de l'agró blanc (Egretta alba), el martinet de nit (Nycticorax nycticorax) i el picot garser petit (Dendrocopus minor), que sembla trobar-se en expansió en aquesta àrea. També val la pena assenyalar que hi ha una important població de tortuga de rierol (Mauremys leprosa); i que hi ha indicis de la presència de llúdriga (Lutra lutra), per bé que no queda clar, de moment, que hi tingui un territori ben establert.

## Protecció
L'Espai Natural Protegit del Riu Llobregat va ser incorporat al PEIN pel Decret 328/1992, pel qual es va aprovar el PEIN. Aquest Espai va ser declarat per primera vegada com a LIC el 1997 i com a ZEPA el 2005; posteriorment, va ser ampliat com a espai Natura 2000 mitjançant l'Acord del Govern 112/2006, de 5 de setembre, que va aprovar la xarxa Natura 2000 a Catalunya (DOGC 4735, de 6-10-2006).